# Cunerakerk (Rhenen)

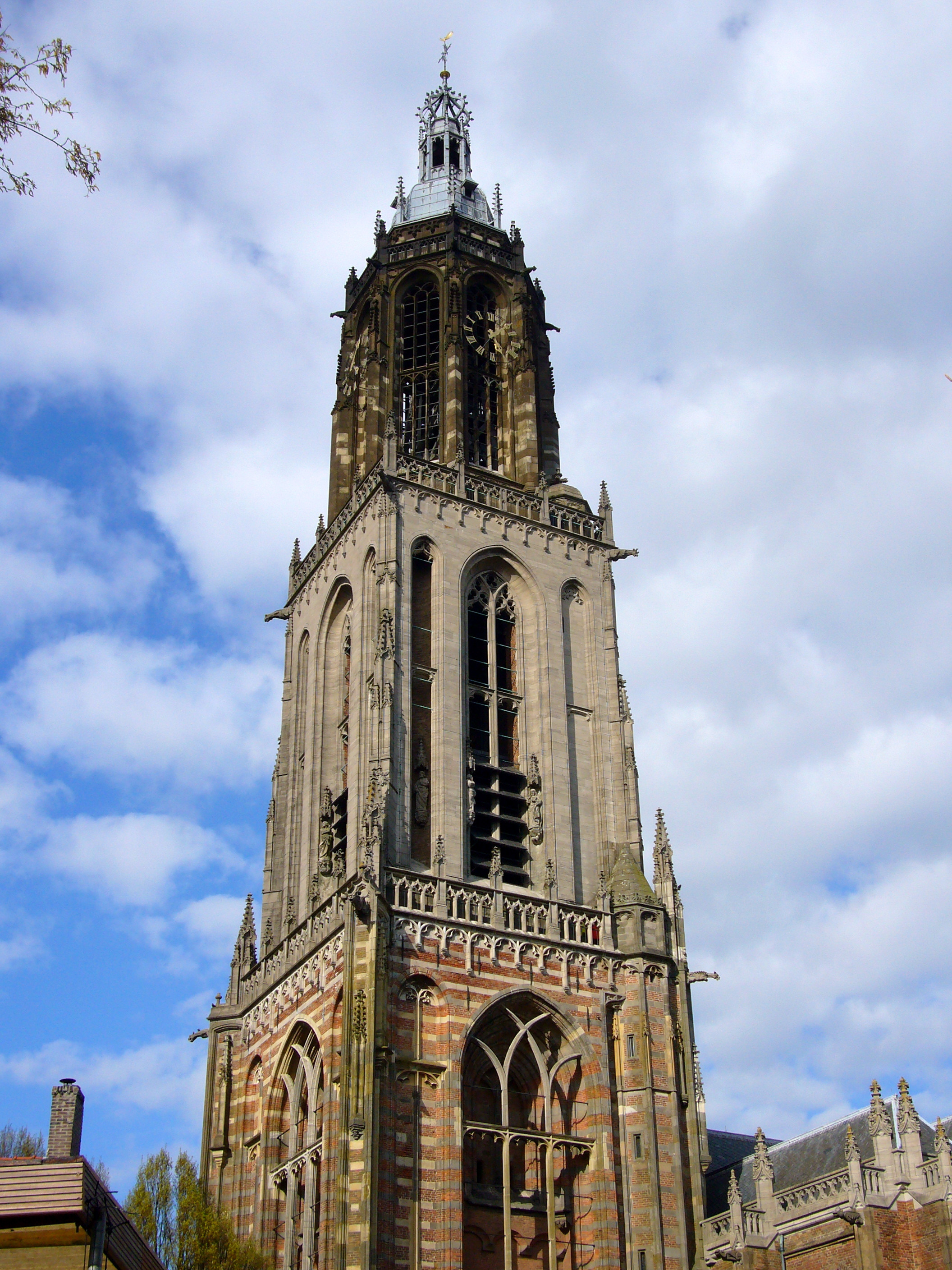
Cunerakirche (Rhenen)

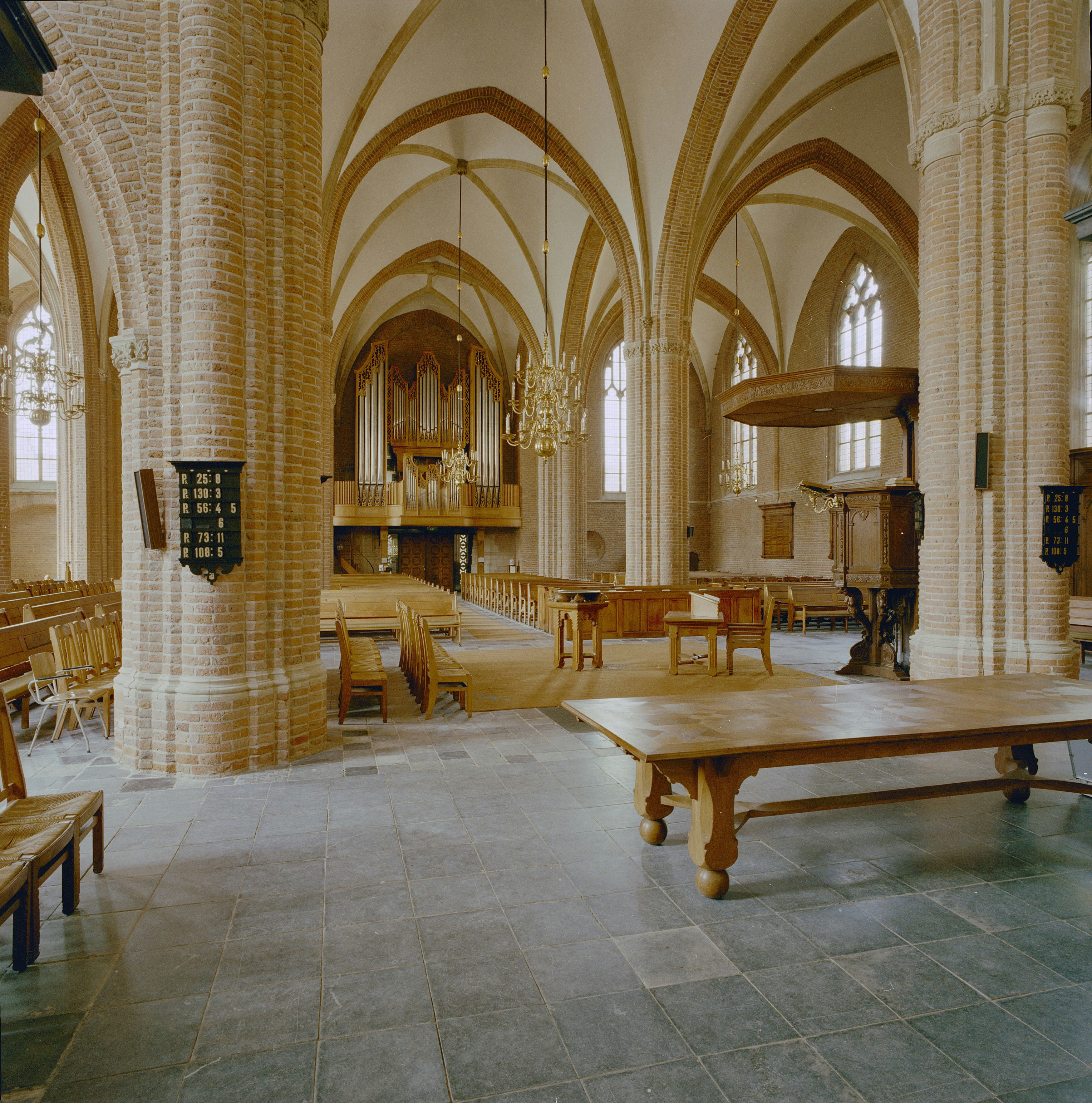
Innenansicht nach Nordwest

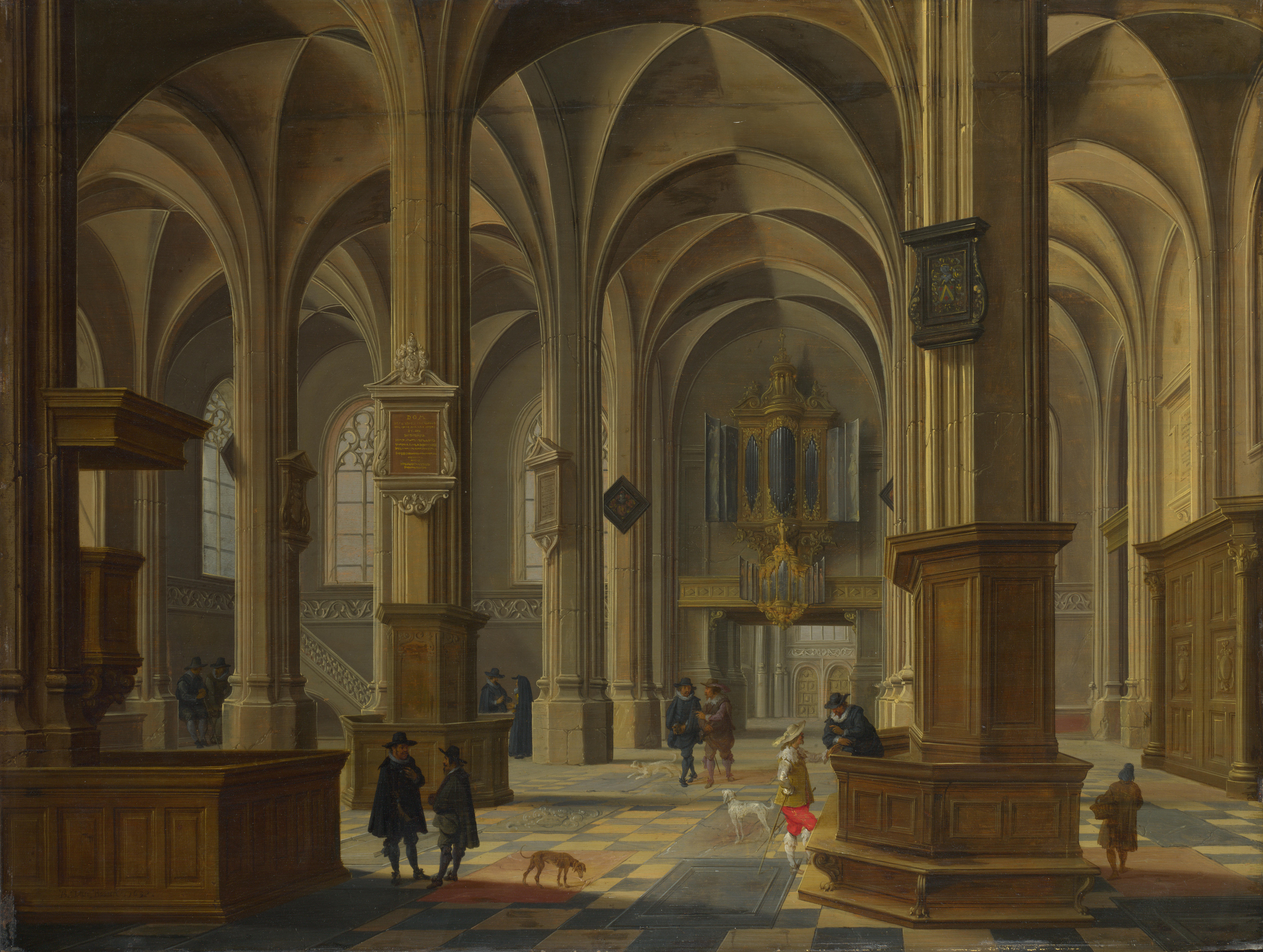
Das Interieur der Cunerakerk gemalt von Bartholomeus van Bassen, 1638, Öl auf Holz

Die Cunerakirche (niederländisch Cunerakerk) ist die Hauptkirche in Rhenen in den Niederlanden. Sie ist eine relativ große Kirche, was der Tatsache zu verdanken ist, dass Rhenen im Mittelalter ein wichtiger Wallfahrtsort war. Die Pilger kamen, um die Reliquien der Heiligen Cunera zu sehen, die hier seit dem achten Jahrhundert verehrt wurden. Der Stolz der Kirche und das Wahrzeichen der Stadt ist ihr 81,8 Meter hoher Turm.

## Geschichte
Die erste Kirche an diesem Ort, die dem Heiligen Petrus geweiht war, muss vor dem 11. Jahrhundert gegründet worden sein. In jenem Jahrhundert muss das Patrozinium auf Cunera übertragen worden sein, von der die Legende erzählt, dass sie am Hof eines Königs Radboud in Rhenen weilte. Cunera war nach der Legende eine der Elftausend Jungfrauen, die bei Köln den Märtyrertod starben. 
Die heutige Kirche hat einen einschiffigen Chor und ein Querschiff aus der ersten Hälfte des 15. Jahrhunderts, wobei das Kirchenschiff in der zweiten Hälfte dieses Jahrhunderts zu einer dreischiffigen Hallenkirche stark erweitert wurde.
Der Turm wurde von 1492 bis 1531 erbaut und ist, wie der verwandte, einzeln stehende Liebfrauenturm der nicht erhaltenen Liebfrauenkirche in Amersfoort, eine freie Nachahmung des Turms vom Utrechter Dom. Er wird als eine der bedeutendsten spätgotischen Turmschöpfungen in den Niederlanden angesehen.
Seit der Reformation im Jahr 1580 wird die Cunera-Kirche als niederländisch-reformierte Kirche genutzt. Die Reliquien von Cunera gingen verloren.
Die Cunerakerk hat schon einige Katastrophen überstanden. Im Jahr 1897 brannte der Turm ab, woraufhin eine allgemeine Restaurierung begonnen wurde. Der Turm erhielt dabei eine modifizierte Bekrönung von Pierre Cuypers. Bei einer späteren Restaurierung 1934 ging das Dach der Kirche in Flammen auf. Während der Schadensbehebung stürzte ein Teil des Gewölbes ein. In der Folgezeit wurden sowohl die Kirche als auch der Turm durch Kriegshandlungen 1940 und erneut 1945 schwer beschädigt. Auch dieser Schaden wurde repariert, allerdings mit derart minderwertigem Material, dass der Turm ab 1968 erneut eingerüstet werden musste.

## Ausstattung
Eine Besonderheit im Innenraum ist der feingearbeitete Lettner im Renaissancestil aus der Zeit um 1550. Es ist einer der wenigen erhaltenen Lettner in den Niederlanden. Er ist mit allegorischen Darstellungen der drei Haupttugenden Glaube, Hoffnung und Liebe geschmückt. Ein Teil der figürlichen Skulptur ist nicht mehr vorhanden.
Im Chor befindet sich ein geschnitztes Chorgestühl aus dem Jahr 1570. Die Orgel ist ein Neubau der Gebrüder van Vulpen aus dem Jahr 1957, der nach mehrfacher Erweiterung heute 35 Register auf drei Manualen und Pedal enthält.

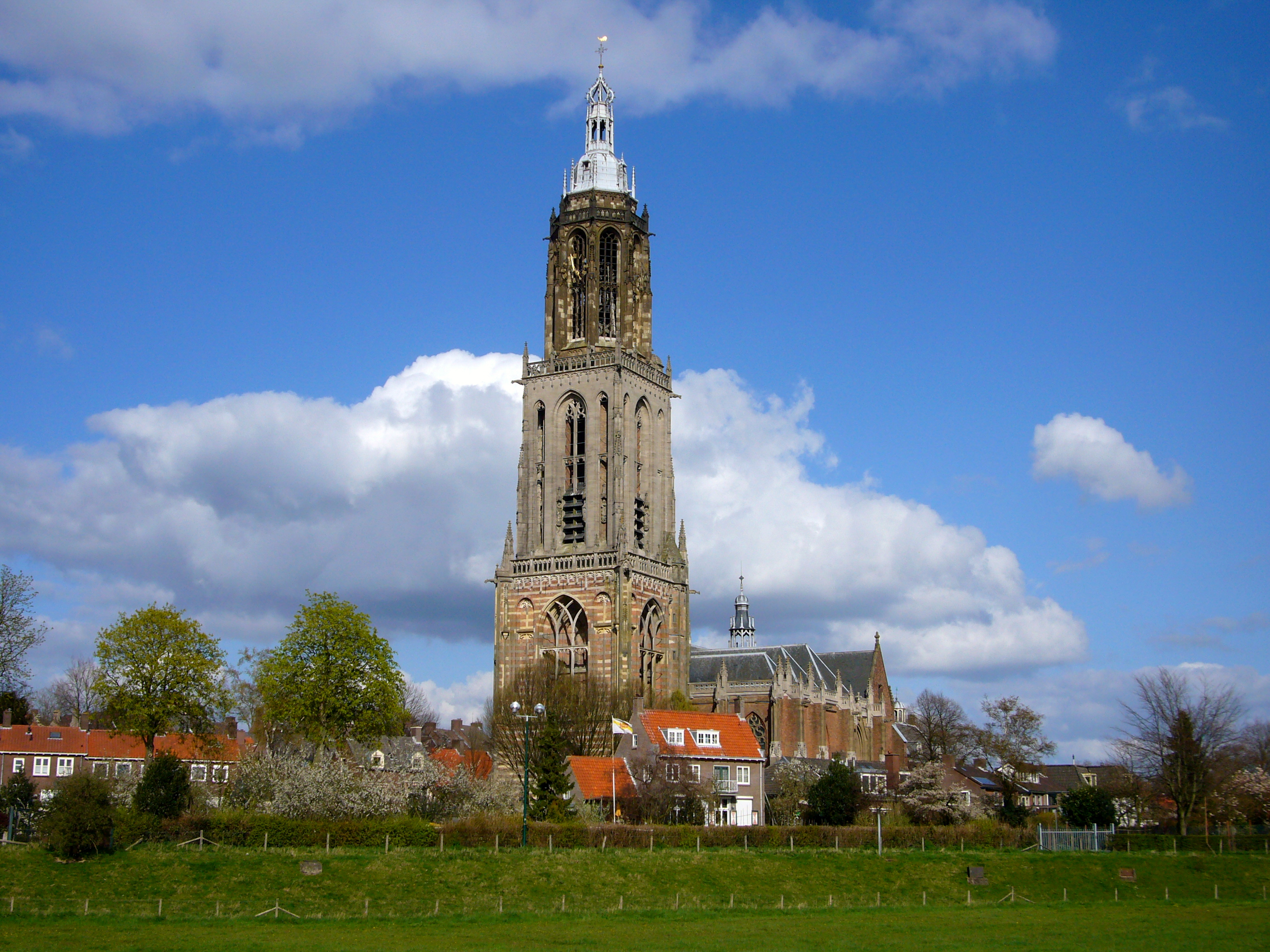
Kirche und Turm
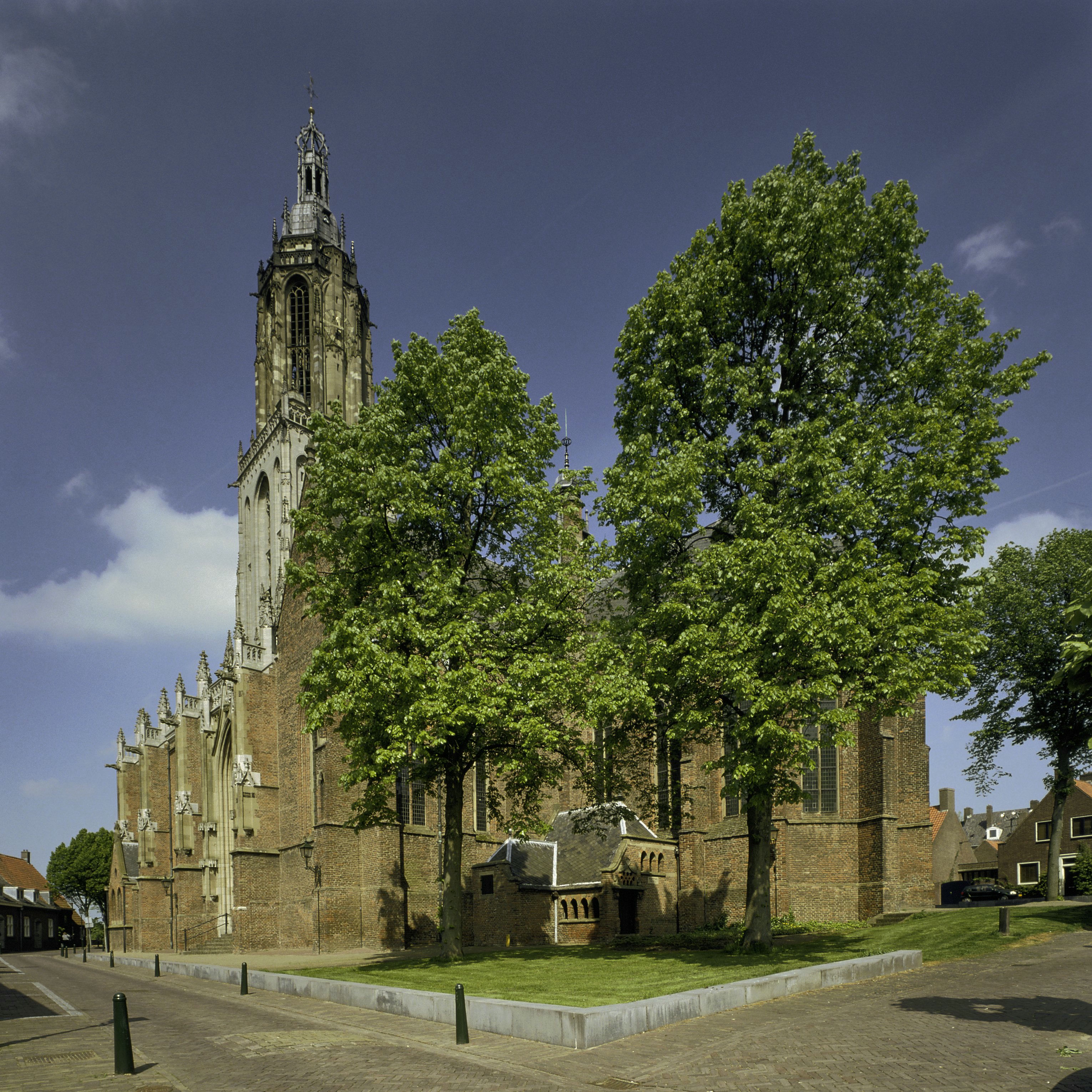
Nahaufnahme der Süd-Ost-Fassade
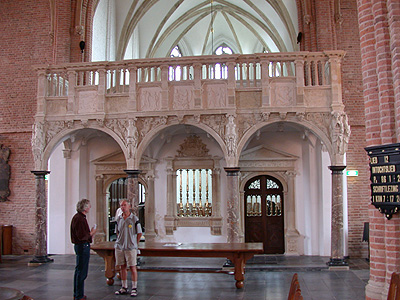
Lettner in der Cunerakerk